# لوك كورنيت
لوك كورنيت (مواليد 15 يوليو 1995) هو لاعب كرة سلة أمريكي يلعب في مركز لاعب وسط أو لاعب هجوم قوي الجسم في نادي بوسطن سيلتكس.

## روابط خارجية
- لوك كورنيت على موقع إن بي أي (الإنجليزية)
- لوك كورنيت على موقع سبورتس رفرنس (الإنجليزية)
- لوك كورنيت على موقع كرة السلة الأوروبية.كوم (الإنجليزية)
- لوك كورنيت على موقع إي إس بي إن.كوم (الإنجليزية)
- لوك كورنيت على موقع كلية كرة السلة في سبورتس رفرنس.كوم (الإنجليزية)
- لوك كورنيت على موقع ريلجم (الإنجليزية)
- لوك كورنيت على موقع بروبوليرز (الإنجليزية)
- لوك كورنيت على موقع سبورتس رفرنس (الإنجليزية)